# N'oublie pas de vivre (série télévisée)
N'oublie pas de vivre (Dear Edward) est une série télévisée américaine en dix épisodes d'environ 50 minutes réalisée par Jason Katims et sortie entre le 3 février et le 24 mars 2023 sur Apple TV+.
Il s'agit d'une adaptation du roman N'oublie pas de vivre de l'autrice américaine Ann Napolitano, publié en 2020 aux États-Unis.

## Synopsis
Edward Adler, 12 ans, survit au crash d'un avion commercial qui tue tous les autres passagers du vol, y compris sa famille. Edward et d'autres personnes touchées par la tragédie tentent de donner un sens à la vie après l'accident…

## Distribution
- Taylor Schilling (VF : Ingrid Donnadieu) : Lacey Curtis
- Colin O'Brien : Edward Adler
- Robin Tunney (VF : Cathy Diraison) : Jane Adler
- Connie Britton (VF : Juliette Degenne) : Dee Dee
- Amy Forsyth : Linda
- Carter Hudson : John
- Idris DeBrand : Kojo
- Ivan Shaw (en) : Steve
- Jenna Qureshi (VF : Clotilde Verry) : Mahira
- Anna Uzele : Adriana
- Dario Ladani Sanchez : Sam
- Eva Ariel Binder (VF : Charlotte Hervieux) : Shay
- Brittany S. Hall (VF : Déborah Claude) : Amanda
- Maxwell Jenkins : Jordan
  - Charlie Reitzas : Jordan, jeune
- Audrey Corsa (VF : Thaïs Laurent) : Zoe
- Zachary Greenstein : Eddie à 4 ans
- Brian d'Arcy James : Mr Adler

 Source et légende : version française (VF) sur RS Doublage

## Production
Le 19 avril 2023, la série est annulée.

### Lancement
Le 3 février 2023, les trois premiers épisodes ont été immédiatement mis à disposition, les autres sortant selon un rythme hebdomadaire.

## Épisodes
1. Pilote (Pilot)
2. Manger (Food)
3. Remplir (Stuff)
4. Chrysalide (Chrysalis)
5. Hanté (Haunted)
6. Vérité (Truth)
7. Légendes (Folklore)
8. Musique (Music)
9. La feuille recouvre la pierre (Paper Covers Rock)
10. Refuge (Shelter)